# Tumbalalaika
A Tumbalalaika (jiddis: טום־באַלאַלײַקע) — egy orosz zsidó népdal.
Ez a dal az egyik legnépszerűbb jiddis dal, közismert Oroszország mellett a lengyeleknél és a mai Izraelben. A dal folklór változatai némileg eltérő változatokban terjedtek el.
Először 1940-ben publikálták az Egyesült Államokban. Végső formáját Alexander (Abi) Elshteyn, korában népszerű lengyel-amerikai zeneszerző készítette el.

## Szöveg
Shteyt a bokher, un er trakht (also shteyt un trakht)

Trakht un trakht a gantse nakht

Vemen tzu nemen un nisht farshemen

Vemen tzu nemen un nisht farshemen

refrén

Tumbala, Tumbala, Tumbalalaika

Tumbala, Tumbala, Tumbalalaika

Tumbalalaika, shpil balalaika

Tumbalalaika (also Shpil balalaika), freylekh zol zayn

Meydl, meydl, kh'vil bay dir fregn,

Vos ken vaksn, vaksn on regn?

Vos ken brenen un nit oyfhern?

Vos ken benken, veynen on trern?

refrén

Narisher bokher, vos darfstu fregn?

A shteyn ken vaksn, vaksn on regn.

Libe ken brenen un nit oyfhern.

A harts ken benken, veynen on trern.

refrén

Vos iz hekher fun a hoyz?

Vos iz flinker fun a moyz?

Vos iz tifer fun a kval?

Vos iz biter, biterer vi gal?

refrén

A koymen iz hekher fun a hoyz.

A kats iz flinker fun a moyz.

Di toyre iz tifer fun a kval.

Der toyt iz biter, biterer vi gal.

refrén